# Nickelodeon (Український телепрограмний блок)
Нікелодеон Україна — дитячий телевізийний канал, що входить до Pluto TV.

## Повернення
1 квітня 2022 року Nickelodeon Україна повернувся як спливаючий канал для Португалії, Польщі та Німеччини на Pluto TV.
Nickelodeon Ukraine запустив веб-сайт 12 квітня 2022 року, на якому є ігри, шоу та події. Канал почав додавати більше програм Nicktoons 8 липня 2022 року.
1 червня 2023 року 1+1 Media Group та Paramount Global оголосили, що Nickelodeon тепер доступний для глядачів українською мовою. У зв’язку з цим Nickelodeon Ukraine Pluto TV планується закрити 30 червня 2023 року.